# Enmerkar
Enmerkar (sumersko 𒂗𒈨𒅕𒃸 EN.me.er.kar2) je bil legandarni kralj in ustanovitelj sumerskega mesta Uruk. Vladal naj bi 420 let, v nekaterih besedilih celo 900 let. Na Seznamu sumerskih kraljev je vladal za svojim očetom Meš-ki-ang-gašerjem, sinom boga Utuja, ki je "stopil v morje in izginil".

## Enmerkar s sumerski epiki
Enmerkar je znan iz več sumerskih legend, med katerimi je najslavnejša  Enmerkar in gospodar Arate, v kateri je omenjena zmešnjava človeških jezikov. V tej legendi Enmerkar sam sebe imenuje "sin Utuja", sumerskega boga sonca. Enmerkar je razen tega, da je ustanovil Uruk, zgradil tempelj v Eriduju in bil celo zaslužen za iznajdbo pisanja na glinaste tablice, da bi prisilil Arato k poslušnosti. Poskušal je obnoviti porušeno jezikovno enotnost v pokrajinah okoli Uruka, med katerimi so omenjene  Šubur, Hamazi, Sumer, Uri-ki (pokrajina okoli Akada) in dežela Martu.
Enmerkarjevo vladanje opisujejo tri besedila. Besedilo Enmerkar in En-suhgir-ana opisuje stalno diplomatsko rivalstvo z Arato in namiguje, da je bil Hamazi premagan. V besedilu Lugalbanda v gorski jami naj bi Enmerkar vodil kampanjo proti Arati. Četrto  in zadnje besedilo Lugalbanda in ptica Anzu opisuje Enmerkarjevo celoletno obleganje Arate. Omenja tudi, da se je petdeset let po Enmerkarjevi vladavini ljudstvo Martu pojavilo v celem Sumerju in Akadu, zato je bilo treba v puščavi zgraditi zid v zaščito Uruka.
V obeh zadnjih besedilih je Lugalbanda predstavljen kot eden od Enmerkarjevih vojaških poveljnikov. Po Seznamu sumerskih kraljev je prav Lugalbanda "pastir" nasledil Enmerkarja na uruškem prestolu. Lugalbanda je tako v sumerski kot v akadski različici Epa o Gilgamešu omenjen tudi kot oče Gilgameša, kasnejšega kralja Uruka.

## Zgodovinski kralj
V sumerski kraljevski epiki je naštetih tako veliko Enmerkarjevih dejanj, da je precej težko razbrati, kaj je mitologija in kaj resničnost. Babilonsko izročilo, ki šteje Enmerkarja za ustanovitelja Uruka, so do nedavnega imeli za izmišljotino. Zdi se, da to izročilo sega vse do džemdet nasrskega obdobja (okoli 3100-2900 pr. n. št.), zato je dokaj verjetno, da je bil resnični Enmerkar vodja arhitekturne reforme.
Arhaična tablica iz Uruka, na kateri je zapisan njegov naslov "vladar Arate", daje še en razlog za prepričanje, da izročlilo, ki opeva Enmerkarjeva dejanja, temelji na resničnih dogodkih. Profesor asiriologije Gong Yushu (拱 玉 书) celo predlaga, da bi bilo mogoče Enmerkarju (ali njegovi upravi) pripisati začetek pisanja na glinene tablice, čeprav je pisanje obstajalo že pred njim, vendar na druge  podlage. Eden od razlogov je morda ta, da se praklinopisnih znakov ni dalo pisati na glino. V zadnjih obdobjih mezopotamske zgodovine je bil v splošni rabi celo papirus. Izvor glinenih tablic ni jasen.

### Datumi
Enmerkar se na splošno umešča v obdobje okoli leta 2700 pr. n. št. Z odkritjem tablice iz obdobja Uruk III (okoli 3100-2900 pr. n. št.), ki omenja, da je kralj Enmerkar v davni preteklosti pomagal graditi Uruk, je postalo datiranje vprašljivo. Omenjeno besedilo bi Enmerkarjevo vladavino prestavilo ne kasneje kot v pozno uruško obdobje (okoli 3400-3100 pr. n. št.). 

## Kasnejše omembe

### V antiki
V legendi, povezani s Klavdijem Elijanom (okoli 200 n. št.), je babilonski kralj Euehor ali Seuehor trdil, da je vnuk Gilgamosa,  ki je kasneje postal kralj Babilonije, se pravi Gilgameša Uriuškega. Nekaj sodobnih znanstvenikov domneva, da je bil Euehor ali Seuehor Enmerkar Uruški.

### Enačenje z Nimrodom
Kontroverzni zgodovinar David Rohl je trdil, da obstajajo vzporednice med Enmerkarjem, graditeljem Uruka, in Nimrodom, vladarjem svetopisemskega Ereha (Uruk), ki naj bi bil po nekaterih nesvetopisemskih  legendah arhitekt Babilonskega stolpa. Rohl je trdil tudi to, da je bil Eridu pri Uru prvotno Babel in da je tamkajšnji nedograjeni zigurat svetopisemski Babilonski stolp.